# تیم ملی فوتبال ساحلی سوئیس
تیم ملی فوتبال ساحلی سوئیس نماینده سوئیس در مسابقات بین‌المللی فوتبال ساحلی است. تیم ملی فوتبال ساحلی سوئیس نایب قهرمان یک دوره جام جهانی فوتبال ساحلی در سال ۲۰۰۹ است.